# Саманта Маррей
Саманта Маррей  (англ. Samantha Murray, 25 вересня 1989) — британська сучасна п'ятиборка, олімпійська медалістка.

## Виступи на Олімпіадах
| Олімпіада           | Дисципліна | Місце |
| ------------------- | ---------- | ----- |
| Лондон 2012         | особисті   | 2     |
| Ріо-де-Жанейро 2016 | особисті   | 8     |